# Ławeczka Reymonta w Radomsku
Ławeczka Reymonta – pomnik przedstawiający postać Władysława Stanisława Reymonta, odsłonięty w 2020 r. w Radomsku, u zbiegu ulic Władysława Stanisława Reymonta i Stefana Żeromskiego.
Autorem rzeźby jest Aleksander Mazij. Projekt został wybrany przez mieszkańców miasta w drodze elektronicznego głosowania. Ławka została wykonana ze stali, natomiast rzeźba przedstawiająca pisarza – z brązu. Postać Władysław Reymonta jest skierowana ku przeciwległemu końcowi ławki, w celu stworzenia pozoru interakcji pisarza z osobą korzystającą z ławki. Pomnik ustawiono w 2020 r. w trakcie rewitalizacji ulicy Władysława Stanisława Reymonta.  Przy ławce wmurowano tablicę z napisem: 

„ŁAWECZKA REYMONTA”
WŁADYSŁAW STANISŁAW REYMONT (1867-1925)
WYBITNY POWIEŚCIOPISARZ POCHODZĄCY Z ZIEMI RADOMSZCZAŃSKIEJ,
LAUREAT NAGRODY NOBLA W DZIEDZINIE LITERATURY W 1924 R.
ZA POWIEŚĆ „CHŁOPI”

Obiekt znajduje się na Szlaku Pomnikowych Ławeczek PTTK.